# Le spigolatrici (de Groux)
Il dipinto Le spigolatrici, in francese Les glaneuses,  è opera del pittore Charles de Groux.

## Storia e descrizione
Le spigolatrici è un tema affrontato da molti pittori: da Jean-François Millet nel 1857 che, nell'opera Le spigolatrici, dipinse queste donne curve e costrette a mendicare spighe, raccogliendo quelle rimaste a terra dopo la mietitura e nascondendole nel grembiale. 
Il dipinto di de Groux si riallaccia alla stessa corrente di pittura realistica, ispirata a temi rurali; ma rappresenta una scena che si svolge in un contesto differente. Qui, solamente una donna si piega a raccogliere le ultime spighe, mentre un uomo, che è in piedi, dà da bere ad una bambina e due donne e un'altra bambina si scambiano qualche parola. Sul retro, i covoni biodi sono già pronti, allineati e dritti. De Groux ha scelto il momento del lavoro, ma anche quello del riposo e della conversazione: rappresenta una famiglia contadina, completa, tranquilla, patriarcale, dedita al lavoro, solidale. L'uomo giovane è al centro, perno del gruppo familiare.
Un paesaggio rurale, nei toni del bruno dorato, fa da sfondo. La posizione calibrata delle persone risponde ai dettami della pittura classica, anche se la scena è di ambiente rurale.

### Esposizioni
- 1907, Salon d'Automne, Grand Palais des Champs Élysées, Parigi
- 1953, Izlozba. Rada i fulklora u Belgijskoij umetnosti XIX i XX veka, Belgrado, Zagabria, Lubiana
- 1962, Ile de France - Brabant, Palai des Beaux-Arts, Bruxelles / Musée de l'Ile de France, Sceaux[3]
- 1963-1964, Le courent réaliste en Belgique du XIXè siècle à nos jours, Museo reale delle belle arti del Belgio, Bruxelles
- 1991-1992, Il lavoro dell'uomo da Goya a Kandinskij, Braccio di Carlo Magno, Città del Vaticano[4]